# Brett Dier
Brett Dier (* 14. února 1990, London, Ontario, Kanada) je kanadský herec. Nejvíce se proslavil rolí Luka Mathesona v seriálu Ravenswood a rolí Michaela Cordera v seriálu Jane the Virgin.

## Kariéra
V roce 2006 se poprvé objevil před kamerou v televizním filmu Rodina na útěku. O rok později následoval film Portrét pohřešované a The Secrets of Comforting House. V roce 2008 získal roli Cadena ve filmu Nepohldlný svědek.
V roce 2010 se jako breakdancer objevil ve filmu Deník slabocha. Vedlejší roli získal v seriálu Mr. Young. V roce 2012 získal vedlejší roli Brandona Kellyho v seriálu Adresa: L.A.. V roce 2013 byl obsazen do role Luka Mathesona v seriálu stanice ABC Family Ravenswood. Seriál byl zrušen po první sérii. Pozitivní kritiku získal za roli Geneho Corbetta v seriálu Bomb Girls. V roce 2014 získal roli detektiva Michaela Cordera v seriálu Jane the Virgin. V roce 2018 získal hlavní roli v komediálním seriálu ABC Schooled.

## Osobní život
Od roku 2014 chodí s herečkou Haley Lu Richardson. V dubnu roku 2018 se dvojice zasnoubila.

## Filmografie

### Film
| Rok  | Název                     | Role                   | Poznámky |
| ---- | ------------------------- | ---------------------- | -------- |
| 2007 | Vzpoura v Seattlu         | protestující muž       |          |
| 2008 | Every Second Counts       | Caden                  |          |
| 2010 | Deník slabocha            | Breakdancer            | cameo    |
| 2010 | Dear Mr. Gacy             | Marcus                 |          |
| 2010 | Goblin                    | Matt                   |          |
| 2010 | Made... The Movie         | Marshall               |          |
| 2010 | Bouře meteorů             | Jason Young            |          |
| 2010 | Mega bouře                | Will Newmar            |          |
| 2012 | Space Twister             | N/a                    |          |
| 2013 | Barbie a Růžové balerínky | Princ Seigfried (hlas) |          |
| 2013 | The Wedding Chapel        | Mladý Larry            |          |
| 2014 | Grace                     | Brad                   |          |
| 2014 | Poker Night               | nový detektiv          |          |
| 2015 | Exeter                    | Brad                   |          |
| 2018 | Snapshots                 | Zee                    |          |
| 2018 | The New Romantic          | Jacob                  |          |
| 2018 | Genèse                    | Todd                   |          |
| 2021 | After Yang                | Aaron                  |          |

### Televize
| Rok       | Název                                     | Role                    | Poznámky                                                          |
| --------- | ----------------------------------------- | ----------------------- | ----------------------------------------------------------------- |
| 2006      | Rodina na útěku                           | Matt Peterson           | TV film                                                           |
| 2007      | Portrét pohřešované                       | Kevin Janzen            | TV film                                                           |
| 2007      | Mimoňi v Americe                          | Student                 | díl: „Školní žertík“                                              |
| 2007      | Kaya                                      | Jake                    | díl: „You Can't Always Get What You Want“                         |
| 2007      | The Secrets of Comforting House           | Bradley                 | TV film                                                           |
| 2008      | Nepohodlný svědek                         | Derek Edlung            | TV film                                                           |
| 2008      | Every Second Counts                       | Caden                   | TV film                                                           |
| 2008      | Smalville                                 | Alternativní Clark Kent | díl: „Apocalypse“                                                 |
| 2009      | Podstata strachu                          | Derek Edlung            | díl: „Skin and Bones“                                             |
| 2009      | Phantom Racer                             | Taz                     | TV film                                                           |
| 2009      | Rota                                      | Richard                 | díl: „Forest Grump“                                               |
| 2010      | Mr. Young                                 | Hutch                   | 7 dílů                                                            |
| 2010      | Made... The Movie                         | Marshall                | TV film                                                           |
| 2010      | Bouře meteorů                             | Jason                   | TV film                                                           |
| 2010      | Goblin                                    | Matt                    | TV film                                                           |
| 2010      | V                                         | James May               | díl: „Už žádné lži“                                               |
| 2010      | Lovci duchů                               | Dylan                   | díl: „99 problémů“                                                |
| 2011      | Pomsta a spravedlnost                     | Mladý Clark             | TV film                                                           |
| 2011      | Mega bouře                                | Will Newmar             | TV film                                                           |
| 2011      | Ghost Storm                               | Rob                     | TV film                                                           |
| 2011      | Dvojí identita                            | Jonah Simms             | díl: „Key with No Lock“                                           |
| 2011      | End game                                  | Kitch Huxley            | díl: „The White Queen“                                            |
| 2011      | Flashpoint                                | Jaime Dee               | díl: „Run, Jamie, Run“                                            |
| 2012      | Adresa: L.A.                              | Brandon Kelly           | 7 dílů                                                            |
| 2012      | Blackstone                                | Jake                    | díl: „Forgiveness“                                                |
| 2012      | Tajemství kruhu                           | Kyle                    | díl: „Oběť“                                                       |
| 2013      | Doktorka Emily                            | Henry                   | díl: „Emily a společenský experiment“                             |
| 2013      | Prolhané krásky                           | Luke Matheson           | díl: „Grand New World“                                            |
| 2013      | Mighty Mighty Monsters in New Fears Eve   | Jacob                   | TV film                                                           |
| 2013      | Mighty Mighty Monsters in Halloween Havoc | Jacob                   | TV film                                                           |
| 2013      | Bomb Girls                                | Gene Corbett            | 4 díly                                                            |
| 2013–2014 | Ravenswood                                | Luke Matheson           | hlavní role, 10 dílů                                              |
| 2014–2019 | Jane the Virgin                           | Michael Cordero         | hlavní role (1.–3. a 5. řada), hostující role (4.. řada), 65 dílů |
| 2014      | The Hazing Secret                         | Brian                   | TV film                                                           |
| 2015      | Blackstorm                                | Archie Danforth         | díl: „Dragon Slayer“                                              |
| 2019–2020 | Schooled                                  | C.B.                    | hlavní role, 34 dílů                                              |